# Antoni Castellà i Clavé
Antoni Castellà i Clavé   (Barcelona, 26 de juny de 1970), conegut simplement com a Toni Castellà, és un polític català que ha estat diputat del Parlament de Catalunya i secretari d'Universitats i Recerca de Catalunya. Des d'octubre de 2024 és vicepresident de Junts per Catalunya.

## Biografia
És llicenciat en direcció i administració d'empreses i màster en administració d'empreses per ESADE. És professor associat d'ESADE i soci consultor de Clavera & Ferrera Associats, SL, des del 1996. El 1992 es va afiliar a Unió Democràtica de Catalunya (UDC) i a Unió de Joves. Ha estat secretari d'organització del CEN (1993-1997) i secretari executiu del CEI a la ciutat de Barcelona (1993-1995) de la Unió de Joves. Ha estat escollit diputat per la circumscripció de Barcelona per CiU a les eleccions al Parlament de Catalunya de 1999, 2003, 2006 i 2010. Fins a l'any 2010 ha estat secretari segon de la Mesa del Parlament de Catalunya. Fou escollit novament diputat a les eleccions al Parlament de Catalunya de 2012, però renuncià a l'escó en 2013 quan fou nomenat secretari d'Universitats i Recerca.
Amb la desintegració d'Unió Democràtica de Catalunya, Antoni Castellà, Núria de Gispert i Joan Rigol van impulsar Demòcrates de Catalunya, constituït el 7 de novembre del 2015. Castellà fou escollit diputat a les eleccions al Parlament de Catalunya de 2015 dins les llistes de Junts pel Sí. A les eleccions al Parlament de Catalunya de 2017 fou escollit com a diputat, aquesta vegada amb la llista d'Esquerra Republicana de Catalunya - Catalunya Sí.
L'any 2020 va ser escollit candidat a la presidència de la Generalitat dels Demòcrates de Catalunya a les primàries del partit amb un 81,02% dels vots. i a les eleccions al Parlament de Catalunya de 2021 es presentà a les llistes de Junts per Catalunya, amb qui DC va arribar a un acord, sense resultar electe. El 2023, després que a Laura Borràs li fos retirat l'escó a la cambra, es va anunciar que ell la hi substituiria.
El 2024 es presenta a les eleccions al Parlament de Catalunya en 16a posició a la llista per Barcelona de Junts per Catalunya. La tardor del mateix any, al congrés del seu partit, fou investit vicepresident de Junts.
Té vincles familiars amb Sant Quintí de Mediona, localitat en la qual encara segueix participant activament a la festa major sent membre del Drac de Sant Quintí.